# Subway et Skyway (Aéroport Intercontinental de Houston)
Skyway et Subway sont deux navettes automatiques à l'aéroport intercontinental George Bush (IAH) de Houston, au Texas. Leurs technologies sont très différentes.
En 2015, TerminaLink et le train inter-terminal ont été renommés respectivement Skyway pour la voie surélevée et Subway pour la voie souterraine. Cela permet aux voyageurs de différencier plus facilement les deux lignes.

## Subway
Le Subway (anciennement connu sous le nom de train inter-terminal) est la plus ancienne des deux navettes de personnes inter-terminaux opérant à l'aéroport intercontinental. Le système WEDway, construit par WED Transportation Systems, une division de ce qui est devenu Walt Disney Imagineering, est mise en service en août 1981. La ligne, initialement une boucle de 2,2 km de voie unique, a été étendue en avril 1990. La navette qui fonctionne 24 h/24, avec une capacité de 2 220 passagers par heure et par direction, dessert environ 240 000 passagers par mois, pour une clientèle annuelle moyenne de 2,9 millions. Elle est construite sous terre et dessert le trafic côté ville, contrairement au nouveau Skyway, qui est surélevé et fonctionne côté piste.
Le Subway est remarquable en tant que seul système WEDway construit par la Walt Disney Company à l'extérieur d'une propriété Disney. Il utilise une grande partie de la technologie mécanique du Tomorrowland Transit Authority PeopleMover. La conception permet aux trains de faire des virages serrés qui sont nécessaires le long des portions de l'itinéraire du sous-sol. Comme leurs homologues dans les parcs Disney, les trains sont non alimentés, reposant sur des moteurs à induction linéaires dans la voie pour la propulsion. Les portes palières de quai à chaque station de 12 m. ont un mécanisme spécial de déverrouillage des portes des trains, et les annonces en gare et les messages d'avertissement sonores sont fournis par un système audio au sol à travers des ouvertures dans le dessus des carrosseries des véhicules.
Huit trains de trois voitures sont utilisés sur le système, dont six fonctionnent à tout moment à des intervalles de trois minutes à des vitesses allant jusqu'à 24 km/h. Les trains s'arrêtent aux neuf arrêts répartis sur cinq sites dans un circuit en boucle fermée de 3,1 km de voie unique desservant chacun des trois terminaux par deux arrêts en partant du terminal C, sauf le terminal A dont la station unique sert de retournement des véhicules, ainsi que l'hôtel de l'aéroport de Houston et le parking, pour une durée aller-retour de 18 minutes. Le système est actuellement entretenu et exploité par JBT Aerotech.
Houston Airport System, le propriétaire de l'aéroport, mène des études préliminaires sur de nouveaux systèmes potentiels pour remplacer le Subway, car lui et les principales compagnies aériennes desservant l'aéroport ont estimé que le coût d'exploitation et de maintenance du système n'est plus viable,.

### Histoire
La première génération de navettes de l'aéroport est connue sous le nom de "Train Barrett Electronics". Cette navette sans conducteur avait été installée en 1968 et ne desservait que les terminaux A et B. Elle a ouvert ses portes avec l'aéroport en septembre 1969, mais n'a duré que trois ans avant d'être remplacée par la navette automatique de deuxième génération.
En juillet 1971, des spécifications pour une navette de deuxième génération ont été publiées. Cette navette de deuxième génération était limitée par les limites géométriques du tunnel. Comme aujourd'hui, peu de technologies en 1971 pouvaient s'adapter physiquement dans le tunnel et négocier des rayons de virage serrés. Cela a abouti à la soumission de seulement deux offres. En septembre 1972, le Barrett Electronics Train était remplacé par le système Rohr P-Series Monotrain qui généralement est connu sous le nom de « Terminal Train System ».

## Skyway
Le Skyway (anciennement TerminaLink) est un système de transfert de personnes de 1,1 km de long longeant le côté nord de l'aéroport, au-delà de la sécurité de l'aéroport. Le système dessert l'ensemble des cinq terminaux de l'aéroport, avec quatre stations respectivement au terminal A, au terminal B, au terminal C et au terminal international D / E. Le Skyway opère côté piste, le Subway opère côté ville.
Le système utilise 12 véhicules de transport de personnes de la gamme Bombardier CX-100 (Innovia APM 100), qui sont alimentés par un troisième rail de 600 volts. Chaque véhicule se déplace à 50 km/h, et peut accueillir jusqu'à 100 passagers.

### Histoire
Les études pour cette nouvelle navette débute en 1996. Le système TerminaLink a ouvert le 24 mai 1999 comme une ligne de 0,2 km avec deux stations, reliant le Terminal C et le Terminal B avec un bâtiment de maintenance pour les véhicules entre les deux terminaux. Deux trains Bombardier CX-100 avec un seul véhicule réalisait  cette navette. Le système a été financé par Continental Airlines au coût de 58 millions de dollars et a été construit pour fournir un accès facile entre les deux terminaux aéroportuaires de la compagnie aérienne. La construction a été achevée en 30 mois et était la dernière phase du projet d'expansion de l'aéroport de Continental de 200 millions de dollars.
En janvier 2005, le système a été étendu à 0,6 km du terminal C au terminal D. Les travaux électriques pour l'expansion ont été supervisés par TAG Electric Company. Bombardier livra en 2003 six nouveaux véhicules commandés en août 2001.
L'aéroport a agrandi la ligne de 0,3 km du terminal B vers le terminal A au coût de 100 millions de dollars. La construction a commencé début 2008 et s'est achevée fin 2010. Bombardier livra quatre nouveaux véhicules CX-100.